# 特富野古道
特富野古道位於阿里山森林遊樂區中，舊稱水山古道，最早是由居住在阿里山的鄒族獵人所開闢。日治時期將特富野古道的後段改建為運送林木的水山線鐵路，2001年由林務局嘉義林管處整修為登山健行步道。目前的特富野古道有兩處入口，一端由阿里山鄉和信義鄉交界處的自忠進入，另一端則可以從阿里山特富野部落進入，全長6.3公里。步道前段為舊鐵道，較為平緩，沿途遍植柳杉；後段則是陡下的枕木階梯步道，為闊葉原始森林。

## 歷史
特富野古道舊稱水山古道，原本為居住在阿里山的鄒族獵人所開闢的獵道，同時也用於通婚、探親或與異族交戰的道路。
日治初期，特富野古道被日本人類學家鳥居龍藏與森丑之助做為攀登玉山西稜的路線，因此在阿里山鐵路開通前成為登山人士攀登玉山的主要途徑。
1941年日本政府為擴大阿里山森林資源的開發，將特富野古道東段鋪設鐵軌成為阿里山森林鐵路水山線，以運輸砍伐下來的紅檜。
1971年政府禁止伐木後，鐵道不再有火車行駛，2001年林務局嘉義林管處將古道整建成登山健行步道。

## 生態
特富野古道東段兩側的柳杉人工林，是日本人開採檜木、扁柏後從日本引進種植的針葉樹種。古道周邊還分佈有冰河時期的孓遺植物台灣檫樹小族群，以及桃葉珊瑚、茵芋、玉山紫金牛、夏皮楠、異葉紅珠等植物。在這裡常能觀察到金翼白眉、白耳畫眉、酒紅朱雀、黃腹琉璃、栗背林鴝等高山鳥類，包括稀有的黑長尾雉和藍腹鷴。